# Heliophobus marginosa
Heliophobus marginosa là một loài bướm đêm trong họ Noctuidae.